# Diecezja Yola
Diecezja Yola – diecezja rzymskokatolicka  w Nigerii. Powstała w 1950 jako prefektura apostolska. Diecezja od 1962.

## Biskupi ordynariusze
- Bp Stephen Mamza (2011- )
- Bp Christopher Shaman Abba (1996 – 2010)
- Bp Patrick Francis Sheehan, O.S.A. (1970 – 1996)
- Bp Patrick Joseph Dalton, O.S.A. (1962.07.02 – 1969)
- Prefekci apostolscy
  - Bp Patrick Joseph Dalton, O.S.A. (1950– 1962)